# Canton de Rambouillet
Le canton de Rambouillet est une circonscription électorale française, située dans le département des Yvelines et la région Île-de-France.
À la suite du redécoupage cantonal de 2014, les limites territoriales du canton sont remaniées. Le nombre de communes du canton passe de 18 à 36.

## Représentation

### Conseillers généraux de 1833 à 1967 (Seine-et-Oise) et de 1967 à 2015 (Yvelines)
| Période | Période          | Identité                              | Étiquette        | Qualité |
| ------- | ---------------- | ------------------------------------- | ---------------- | --- |
| 1833    | 1848             | Charles Germain Bourgeois (1791-1879) |                  | Directeur de la ferme (bergerie royale) Maire de Rambouillet Propriétaire au Perray |
| 1848    | 1870             | Adrien Guespereau                     |                  | Ancien officier de cavalerie Maire d'Émancé Propriétaire du château de Sauvage |
| 1870    | 1877             | Émile Carrey                          | Centre gauche    | Avocat Maire de Vieille-Église Député (1876-1880) |
| 1877    | 1881 (démission) | Camille-Ferdinand Dreyfus             | Rad.             | Avocat et journaliste, conseiller municipal d'Émancé Ancien conseiller municipal de Paris Député (1885-1893) |
| 1881    | 1898             | Eugène Hache                          | Républicain      | Avocat à la Cour d'appel de Paris Maire de Gazeran |
| 1898    | 1907             | Eugène-Antoine Gautherin              | Républicain      | Avoué près le Tribunal civil de Rambouillet Maire de Rambouillet (1885-1904), conseiller d'arrondissement |
| 1907    | 1925 (décès)     | Jules Godin                           | RG               | Avocat, magistrat, conseiller municipal du Perray Propriétaire rue d'Assas à Paris Député des Etablissements français de l'Inde (1876-1881) Sénateur des Etablissements français de l'Inde (1891-1909) Ministre en 1898 |
| 1926    | 1928             | Raymond Patenôtre                     | RG               | Patron de presse, propriétaire à Paris |
| 1928    | 1935 (décès)     | Louis-Marie Le Blanc (1877-1935)      | Rad.             | Greffier de la justice de paix, commissaire-priseur à Rambouillet |
| 1935    | 1937             | Pierre Vernes                         | Union nationale  | Conseiller municipal de Rambouillet |
| 1937    | 1940             | Raymond Patenôtre                     | Rad.-USR         | Patron de presse Propriétaire rue de la Faisanderie à Paris Député (1928-1942) Ancien sous secrétaire d'État (1932-1934) Ministre (1938-1939)                                                                           |
|         |                  |                                       |                  | |
| 1943    | 1945             | Charles Chédeville                    | Droite           | Conseiller d'arrondissement, maire de Vieille-Église, propriétaire rue Saint-Hyacinthe à Paris Nommé conseiller départemental en 1943                                                                                   |
|         |                  |                                       |                  | |
| 1945    | 1949             | Raymond Patenôtre                     | Rad.             | Patron de presse Ancien député (1928-1942) Ancien sous secrétaire d'État (1932-1934) Ancien ministre (1938-1939) |
| 1949    | 1961             | Jean Germain                          | RGR              | Propriétaire à Rambouillet |
| 1961    | 1970             | Paul Deloffre                         | RGR puis FGDS    | Directeur commercial et administrateur de la société des cafés Canara Ancien conseiller municipal de Rambouillet |
| 1970    | 1976             | Pierre Lévêque                        | DVD              | Chef d'entreprise, Poigny-la-Forêt |
| 1976    | 1982             | Guy Malandain                         | PS               | Ingénieur Député (1981-1993 et 2000-2002) Conseiller municipal d'Auffargis (1977-1983) |
| 1982    | 2015             | Christine Boutin                      | UDF puis UMP-PCD | Journaliste Députée (1986-2007) Ministre (2007-2009) Maire d'Auffargis (1980-1983) Adjointe au maire de Rambouillet (1983-2001)                                                                                         |

### Conseillers d'arrondissement (de 1833 à 1940)
Le canton de Rambouillet avait deux conseillers d'arrondissement jusqu'en 1928.
| Période                                  | Période              | Identité                                                   | Étiquette               | Qualité |
| ---------------------------------------- | -------------------- | ---------------------------------------------------------- | ----------------------- | --- |
| 1833                                     | 1839                 | M. Besnard                                                 |                         | Chef de bataillon de la Garde nationale, propriétaire à Gazeran |
| 1833                                     | 1845                 | François Rémi Lemesle (1787-1847)                          |                         | Commerçant à Paris Ancien maitre de la poste aux chevaux, Rambouillet                                                                                                  |
| 1839                                     | 1845                 | Jean-Baptiste Régnier                                      |                         | Maire de Saint-Chéron (1834-1848 et 1851-1862) |
| 1845                                     | 1880                 | Félix Alexandre Constant Mauquest de La Motte (1803-1883)  |                         | Avoué, maire de Rambouillet (1853-1878) |
| 1845                                     | 1861                 | Jean Sem Delasalle                                         |                         | Ancien chef à l'administration de l'enregistrement, propriétaire à Saint-Hilarion                                                                                      |
| 1861                                     | 1867                 | Vicomte puis Comte Olivier Cartier d'Aure (1827-1873)      |                         | Ecuyer à l'Ecole royale de Cavalerie, capitaine de La Légion Etrangère, propriétaire à Montlieu, commune d'Émancé                                                      |
| 1867                                     | 1871                 | Henri Carrey                                               |                         | Capitaine de frégate en retraite, rentier, propriétaire rue de la Victoire à Paris, maire de Vieille-Église                                                            |
| 1871                                     | 1880                 | Charles Louis Laurent Dubard (de Gaillardbois) (1834-1912) |                         | Agriculteur à Raizeux |
| 1880                                     | 1881 (démission)     | Eugène Hache fils                                          |                         | Avocat à la Cour d'Appel de Paris, maire de Gazeran |
| 1880                                     | 1886                 | Henri Carrey                                               |                         | Capitaine de frégate en retraite, propriétaire rue de la Victoire à Paris, maire de Vieille-Église                                                                     |
| 1881                                     | 1886                 | Arthur Louis Valentin Lambert                              |                         | Avoué, maire de Rambouillet (1881-1885) |
| 1886                                     | 1888 (décès)         | Alexandre Brault (1819-1888)                               |                         | Négociant à Rambouillet |
| 1886                                     | 1894 (démission)     | Gaston Hébert                                              |                         | Meunier, adjoint au maire, puis maire (1888-1892) de Saint-Hilarion |
| 9 août 1888                              | 1898                 | Marie Eugène Antoine Gautherin                             | Républicain             | Avoué, maire de Rambouillet (1885-1904) |
| 17 juin 1894                             | 1898                 | Louis-Edouard Gaudouin                                     |                         | Entrepreneur de couvertures, conseiller municipal de Rambouillet |
| 1898                                     | 1907                 | Jules Godin                                                | Centre gauche           | Avocat à la Cour d'Appel de Paris, ancien député des Indes françaises (1876-1881), sénateur (1891-1909), propriétaire au Perray, Président du Conseil d'arrondissement |
| 1898                                     | 1919                 | Auguste Dallemagne                                         |                         | Horticulteur orchidophile, adjoint au maire de Rambouillet |
| 1907                                     | 1919                 | Georges Péquin                                             | Libéral                 | Agriculteur à Rambouillet |
| 1919                                     | 1933 (décès)         | Félix Lorin                                                |                         | Avoué honoraire, propriétaire à Rambouillet |
| 1919                                     | 1931                 | Louis Betron                                               |                         | Maire de Gazeran |
| 1931                                     | 1940                 | Charles Chédeville                                         | AD                      | Maire de Vieille-Église, propriétaire rue Saint-Hyacinthe à Paris |
| Janv.1934                                | 23 juin 1935 (décès) | Louis-Marie Le Blanc (1877-1935)                           | Républicain indépendant | Commissaire-priseur, conseiller municipal de Rambouillet, greffier de la justice de paix                                                                               |
| 28 juil. 1935                            | 1940                 | Eugène Hébert (1877-1953)                                  | Rad.ind.                | Négociant à Rambouillet |
| 1940                                     |                      |                                                            |                         | Les conseils d'arrondissement ont été suspendus par la loi du 12 octobre 1940 et n'ont jamais été réactivés                                                            |
| Les données manquantes sont à compléter. |                      |                                                            |                         | |

### Conseillers départementaux à partir de 2015
| Période élective | Période élective | Mandat        | Mandat                    | Identité                | Nuance | Nuance | Qualité |
| ---------------- | ---------------- | ------------- | ------------------------- | ----------------------- | ------ | ------ | --- |
| 2015             | 2021             | 2015          | août 2018 (Décès)         | Georges Bénizé          |        | LR     | Directeur d’un organisme de placement spécialisé Maire de Rochefort-en-Yvelines (1995 → 2014)                                                                      |
| 2015             | 2021             | 2015          | octobre 2017 (démission). | Christine Boutin        |        | PCD    | Ancienne ministre |
| 2015             | 2021             | octobre 2017. | 2021                      | Clarisse Demont         |        | PCD    | Ancienne conférencière au Château de Breteuil Conseillère municipale de Rambouillet                                                                                |
| 2015             | 2021             | août 2018     | 2021                      | Xavier Caris            |        | DVD    | Traiteur Conseiller municipal de Bullion, puis Maire depuis 2020                                                                                                   |
| 2021             | 2028             | 2021          | en cours                  | Geoffroy Bax de Keating |        | LR     | Directeur de cabinet de l’Agence des Espaces verts de la région Ile-de-France Maire du Perray-en-Yvelines, 11e Vice-président délégué à la Protection de l’enfance |
| 2021             | 2028             | 2021          | en cours                  | Clarisse Demont         |        | LR     | Adjointe au maire de Rambouillet |

### Résultats détaillés

#### Élections de mars 2015
À l'issue du 1er tour des élections départementales de 2015, deux binômes sont en ballottage : Georges Benize et Christine Boutin (DVD, 29,43 %) et Agnès de Lacoste et Boris Robert (FN, 25,21 %). Le taux de participation est de 50,7 % (28 616 votants sur 56 444 inscrits) contre 45,34 % au niveau départemental et 50,17 % au niveau national.
Au second tour, Georges Benize et Christine Boutin (DVD) sont élus avec 67,25 % des suffrages exprimés et un taux de participation de 49,01 % (15 518 voix pour 27 664 votants et 56 442 inscrits),.

#### Élections de juin 2021
Le premier tour des élections départementales de 2021 est marqué par un très faible taux de participation (33,26 % au niveau national). Dans le canton de Rambouillet, ce taux de participation est de 36,8 % (21 478 votants sur 58 359 inscrits) contre 33,61 % au niveau départemental. À l'issue de ce premier tour, deux binômes sont en ballottage : Geoffroy Bax de Keating et Clarisse Demont (LR, 37,14 %) et David Jutier et Patricia Millot (binôme écologiste, 27,86 %).
Le second tour des élections est marqué une nouvelle fois par une abstention massive équivalente au premier tour. Les taux de participation sont de 34,36 % au niveau national, 35,23 % dans le département et 38,53 % dans le canton de Rambouillet. Geoffroy Bax de Keating et Clarisse Demont (LR) sont élus avec 61,52 % des suffrages exprimés (13 092 voix pour 22 491 votants et 58 372 inscrits),,. 

## Composition

### Composition avant 2015
Le canton comprenait dix-huit communes.
| Nom                        | Code Insee | Codepostal | Superficie (km2) | Population (dernière pop. légale) | Densité (hab./km2) |
| -------------------------- | ---------- | ---------- | ---------------- | --------------------------------- | ------------------ |
| Rambouillet (chef-lieu)    | 78517      | 78120      | 35,19            | 25 833 (2012)                     | 734                |
| Auffargis                  | 78030      | 78610      | 17,14            | 1 979 (2012)                      | 115                |
| La Boissière-École         | 78077      | 78125      | 25,06            | 753 (2012)                        | 30                 |
| Les Bréviaires             | 78108      | 78610      | 19,55            | 1 259 (2012)                      | 64                 |
| Émancé                     | 78209      | 78125      | 11,99            | 869 (2012)                        | 72                 |
| Les Essarts-le-Roi         | 78220      | 78690      | 19,32            | 6 513 (2012)                      | 337                |
| Gambaiseuil                | 78264      | 78490      | 18,92            | 71 (2012)                         | 3,8                |
| Gazeran                    | 78269      | 78125      | 25,80            | 1 265 (2012)                      | 49                 |
| Hermeray                   | 78307      | 78125      | 18,07            | 953 (2012)                        | 53                 |
| Mittainville               | 78407      | 78125      | 10,51            | 592 (2012)                        | 56                 |
| Orcemont                   | 78464      | 78125      | 10,49            | 846 (2012)                        | 81                 |
| Orphin                     | 78470      | 78125      | 16,50            | 908 (2012)                        | 55                 |
| Le Perray-en-Yvelines      | 78486      | 78610      | 13,47            | 6 680 (2012)                      | 496                |
| Poigny-la-Forêt            | 78497      | 78125      | 23,27            | 983 (2012)                        | 42                 |
| Raizeux                    | 78516      | 78125      | 10,25            | 882 (2012)                        | 86                 |
| Saint-Hilarion             | 78557      | 78125      | 14,00            | 893 (2012)                        | 64                 |
| Saint-Léger-en-Yvelines    | 78562      | 78610      | 34,52            | 1 489 (2012)                      | 43                 |
| Vieille-Église-en-Yvelines | 78655      | 78125      | 9,60             | 777 (2012)                        | 81                 |

### Composition à partir de 2015
Le canton comprend désormais trente-six communes entières.
| Nom                                 | Code Insee | Intercommunalité           | Superficie (km2) | Population (dernière pop. légale) | Densité (hab./km2) | Modifier                                    |
| ----------------------------------- | ---------- | -------------------------- | ---------------- | --------------------------------- | ------------------ | ------------------------------------------- |
| Rambouillet (bureau centralisateur) | 78517      | CA Rambouillet Territoires | 35,19            | 27 145 (2022)                     | 771                | modifier les données · modifier les données |
| Ablis                               | 78003      | CA Rambouillet Territoires | 25,92            | 3 814 (2022)                      | 147                | modifier les données · modifier les données |
| Allainville                         | 78009      | CA Rambouillet Territoires | 16,30            | 281 (2022)                        | 17                 | modifier les données · modifier les données |
| Auffargis                           | 78030      | CA Rambouillet Territoires | 17,14            | 1 967 (2022)                      | 115                | modifier les données · modifier les données |
| Boinville-le-Gaillard               | 78071      | CA Rambouillet Territoires | 12,52            | 601 (2022)                        | 48                 | modifier les données · modifier les données |
| La Boissière-École                  | 78077      | CA Rambouillet Territoires | 25,06            | 748 (2022)                        | 30                 | modifier les données · modifier les données |
| Bonnelles                           | 78087      | CA Rambouillet Territoires | 10,84            | 2 211 (2022)                      | 204                | modifier les données · modifier les données |
| Les Bréviaires                      | 78108      | CA Rambouillet Territoires | 19,55            | 1 326 (2022)                      | 68                 | modifier les données · modifier les données |
| Bullion                             | 78120      | CA Rambouillet Territoires | 20,90            | 1 915 (2022)                      | 92                 | modifier les données · modifier les données |
| La Celle-les-Bordes                 | 78125      | CA Rambouillet Territoires | 22,60            | 832 (2022)                        | 37                 | modifier les données · modifier les données |
| Cernay-la-Ville                     | 78128      | CA Rambouillet Territoires | 9,77             | 1 526 (2022)                      | 156                | modifier les données · modifier les données |
| Clairefontaine-en-Yvelines          | 78164      | CA Rambouillet Territoires | 17,22            | 851 (2022)                        | 49                 | modifier les données · modifier les données |
| Émancé                              | 78209      | CA Rambouillet Territoires | 11,99            | 882 (2022)                        | 74                 | modifier les données · modifier les données |
| Les Essarts-le-Roi                  | 78220      | CA Rambouillet Territoires | 19,32            | 6 772 (2022)                      | 351                | modifier les données · modifier les données |
| Gambaiseuil                         | 78264      | CA Rambouillet Territoires | 18,92            | 65 (2022)                         | 3,4                | modifier les données · modifier les données |
| Gazeran                             | 78269      | CA Rambouillet Territoires | 25,80            | 1 337 (2022)                      | 52                 | modifier les données · modifier les données |
| Hermeray                            | 78307      | CA Rambouillet Territoires | 18,07            | 958 (2022)                        | 53                 | modifier les données · modifier les données |
| Longvilliers                        | 78349      | CA Rambouillet Territoires | 13,91            | 498 (2022)                        | 36                 | modifier les données · modifier les données |
| Mittainville                        | 78407      | CA Rambouillet Territoires | 10,51            | 650 (2022)                        | 62                 | modifier les données · modifier les données |
| Orcemont                            | 78464      | CA Rambouillet Territoires | 10,49            | 983 (2022)                        | 94                 | modifier les données · modifier les données |
| Orphin                              | 78470      | CA Rambouillet Territoires | 16,50            | 879 (2022)                        | 53                 | modifier les données · modifier les données |
| Orsonville                          | 78472      | CA Rambouillet Territoires | 9,61             | 325 (2022)                        | 34                 | modifier les données · modifier les données |
| Paray-Douaville                     | 78478      | CA Rambouillet Territoires | 10,28            | 216 (2022)                        | 21                 | modifier les données · modifier les données |
| Le Perray-en-Yvelines               | 78486      | CA Rambouillet Territoires | 13,47            | 6 515 (2022)                      | 484                | modifier les données · modifier les données |
| Poigny-la-Forêt                     | 78497      | CA Rambouillet Territoires | 23,27            | 930 (2022)                        | 40                 | modifier les données · modifier les données |
| Ponthévrard                         | 78499      | CA Rambouillet Territoires | 2,57             | 700 (2022)                        | 272                | modifier les données · modifier les données |
| Prunay-en-Yvelines                  | 78506      | CA Rambouillet Territoires | 26,95            | 820 (2022)                        | 30                 | modifier les données · modifier les données |
| Raizeux                             | 78516      | CA Rambouillet Territoires | 10,25            | 990 (2022)                        | 97                 | modifier les données · modifier les données |
| Rochefort-en-Yvelines               | 78522      | CA Rambouillet Territoires | 12,59            | 897 (2022)                        | 71                 | modifier les données · modifier les données |
| Saint-Arnoult-en-Yvelines           | 78537      | CA Rambouillet Territoires | 12,55            | 5 854 (2022)                      | 466                | modifier les données · modifier les données |
| Saint-Hilarion                      | 78557      | CA Rambouillet Territoires | 14,00            | 988 (2022)                        | 71                 | modifier les données · modifier les données |
| Saint-Léger-en-Yvelines             | 78562      | CA Rambouillet Territoires | 34,52            | 1 462 (2022)                      | 42                 | modifier les données · modifier les données |
| Saint-Martin-de-Bréthencourt        | 78564      | CA Rambouillet Territoires | 16,67            | 688 (2022)                        | 41                 | modifier les données · modifier les données |
| Sainte-Mesme                        | 78569      | CA Rambouillet Territoires | 8,16             | 910 (2022)                        | 112                | modifier les données · modifier les données |
| Sonchamp                            | 78601      | CA Rambouillet Territoires | 46,49            | 1 664 (2022)                      | 36                 | modifier les données · modifier les données |
| Vieille-Église-en-Yvelines          | 78655      | CA Rambouillet Territoires | 9,60             | 618 (2022)                        | 64                 | modifier les données · modifier les données |
| Canton de Rambouillet               | 7814       |                            | 629,50           | 79 818 (2022)                     | 127                | modifier les données                        |

## Démographie

### Démographie avant 2015
| 1962   | 1968   | 1975   | 1982   | 1990   | 1999   | 2006   | 2011   | 2012   |
| ------ | ------ | ------ | ------ | ------ | ------ | ------ | ------ | ------ |
| 20 779 | 25 030 | 33 517 | 40 395 | 46 511 | 49 834 | 52 032 | 53 396 | 53 545 |

### Démographie depuis 2015
En 2022, le canton comptait 79 818 habitants, en évolution de +1,75 % par rapport à 2016 (Yvelines : +2,72 %, France hors Mayotte : +2,11 %).
| 2013   | 2018   | 2022   |
| ------ | ------ | ------ |
| 77 782 | 79 020 | 79 818 |